# Koniecpolski (herb książęcy)
Koniecpolski (Koniecpolski Książę) – polski herb książęcy, odmiana herbu Pobóg. Herb własny rodziny Koniecpolskich.

## Opis herbu

### Opis historyczny
Juliusz Ostrowski blazonuje herb następująco:

W polu błękitnem – na barku srebrnej podkowy – krzyż kawalerski złoty. Nad tarczą płaszcz i mitra książęca.

### Opis współczesny
Opis skonstruowany współcześnie brzmi następująco:
Na tarczy w polu błękitnym podkowa srebrna, z zaćwieczonym na barku krzyżem kawalerskim, złotym. Nad tarczą płaszcz i mitra kniaziowska.
Całość otacza płaszcz heraldyczny, podbity gronostajem.
Płaszcz zwieńcza mitra książęca.

## Geneza
Według Juliusza Ostrowskiego, herb ten należał do Mikołaja Koniecpolskiego, który 8 sierpnia 1637 roku otrzymał godność książęcą Świętego Cesarstwa Rzymskiego. Jednakże, nie zostawił potomstwa.

## Herbowni
Informacje na temat herbownych w artykule sporządzone zostały na podstawie wiarygodnych źródeł, zwłaszcza klasycznych i współczesnych herbarzy. Należy jednak zwrócić uwagę na częste zjawisko przypisywania rodom szlacheckim niewłaściwych herbów, szczególnie nasilone w czasie legitymacji szlachectwa przed zaborczymi heroldiami, co zostało następnie utrwalone w wydawanych kolejno herbarzach. Identyczność nazwiska nie musi oznaczać przynależności do danego rodu herbowego. Przynależność taką mogą bezspornie ustalić wyłącznie badania genealogiczne.
Pełne listy herbownych nie są dziś możliwe do odtworzenia, także ze względu na zniszczenie i zaginięcie wielu akt i dokumentów w czasie II wojny światowej (m.in. w czasie powstania warszawskiego w 1944 spłonęło ponad 90% zasobu Archiwum Głównego w Warszawie, gdzie przechowywana była większość dokumentów staropolskich). Nazwisko znajdujące się w artykule pochodzi z Herbarza polskiego, Tadeusza Gajla. Występowanie danego nazwiska w artykule nie musi oznaczać, że konkretna rodzina pieczętowała się herbem Koniecpolski. Często te same nazwiska są własnością wielu rodzin reprezentujących wszystkie stany dawnej Rzeczypospolitej, tj. chłopów, mieszczan, szlachtę. Herb Koniecpolski jest herbem własnym, wiec do jego używania uprawniona jest zaledwie jedna rodzina: Koniecpolscy.